# دیوید دراسچک
دیوید دراسچک (انگلیسی: Davide Drascek؛ زادهٔ ۲۳ آوریل ۱۹۸۱) بازیکن فوتبال اهل ایتالیا است.
از باشگاه‌هایی که در آن بازی کرده‌است می‌توان به باشگاه فوتبال ویچنزا، باشگاه فوتبال نووارا، و باشگاه فوتبال ونتزیا اشاره کرد.